# Nay (Pireneje Atlantyckie)
Nay (wym. [nɛj]) – miejscowość i gmina we Francji, w regionie Nowa Akwitania, w departamencie Pireneje Atlantyckie.
Według danych na rok 1990 gminę zamieszkiwało 3591 osób, a gęstość zaludnienia wynosiła 478 osób/km² (wśród 2290 gmin Akwitanii Nay plasowała się na 119. miejscu pod względem liczby ludności, natomiast pod względem powierzchni na miejscu 1241.). W 2007 roku miasto zamieszkiwało 3321 osób.